# Live at Folsom Field, Boulder, Colorado
Live at Folsom Field, Boulder, Colorado – album koncertowy zespołu rockowego Dave Matthews Band. Płyta ta dokumentuje występ zespołu, który miał miejsce na stadionie Folsom Field w mieście Boulder w obecności blisko 50 tysięcy fanów zespołu. Koncert ten odbył się w ramach trasy koncertowej promującej album Everyday. Album koncertowy zawierający występ z 11 lipca 2001 roku ukazał się nakładem wytwórni RCA 5 listopada 2002 roku.

## Lista utworów

### CD 1
1. "Don’t Drink the Water"
2. "JTR"
3. "When The World Ends"
4. "So Right"
5. "Big Eyed Fish"
6. "Bartender"
7. "What You Are"
8. "Crash into Me"
9. "Everyday"
10. "I Did It"
11. "If I Had It All"

### CD 2
1. "Angel"
2. "Warehouse"
3. "Recently"
4. "Digging A Ditch"
5. "What Would You Say"
6. "All Along the Watchtower" (Dylan)
7. "The Space Between"
8. "Stay (Wasting Time)"
9. "Two Step"
10. "Ants Marching"

## Muzycy biorący udział w nagraniu
- Carter Beauford – instrumenty perkusyjne
- Stefan Lessard – gitara basowa
- Dave Matthews – gitara akustyczna, śpiew
- LeRoi Moore – saksofon, klarnet, instrumenty dęte
- Boyd Tinsley – skrzypce

Gościnnie:
- Butch Taylor – instrumenty klawiszowe
- The Lovely Ladies – vocals
  - Tawatha Agee
  - Cindy Myzell
  - Brenda White King